# Herrenhaus Bennungen

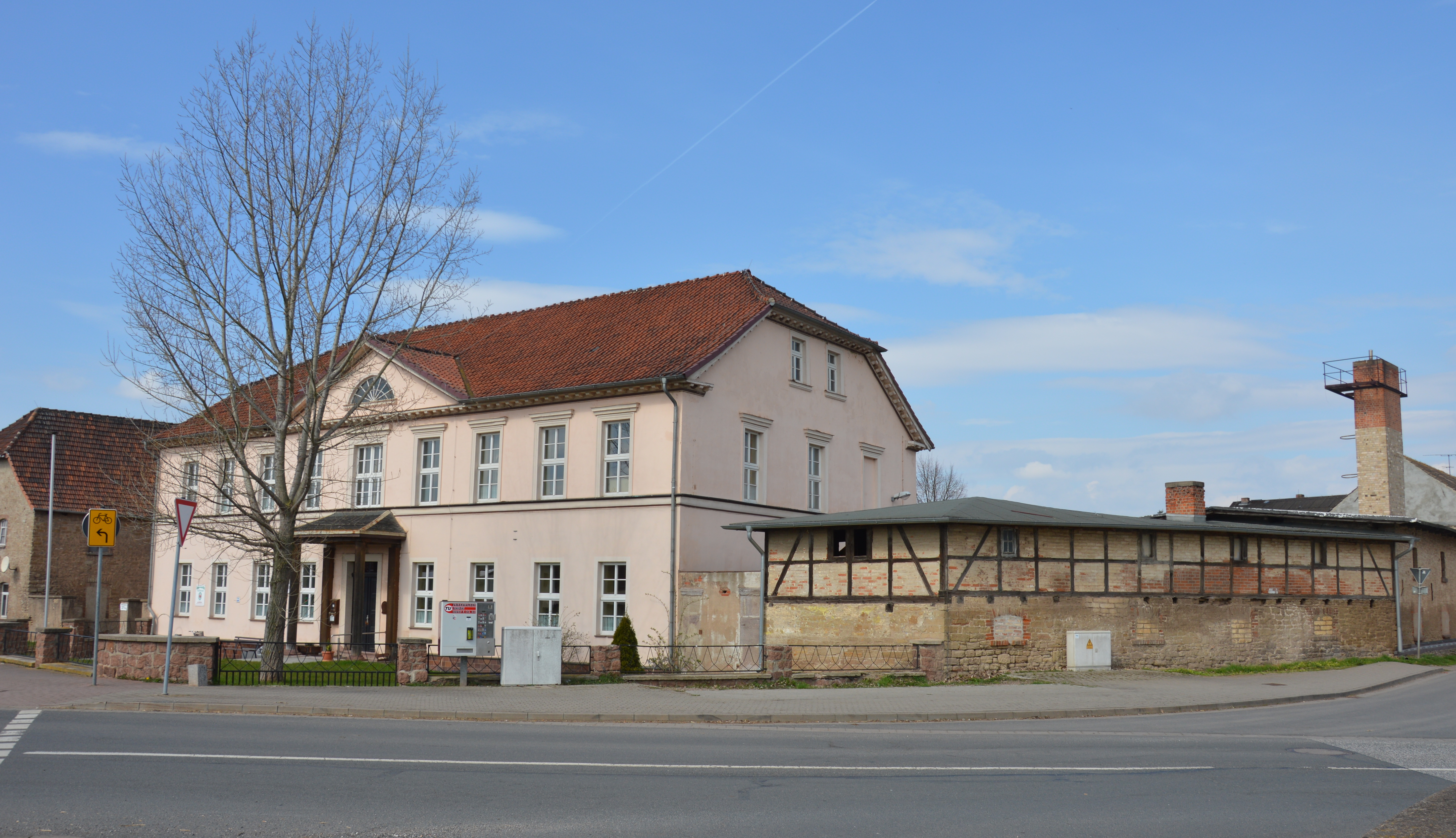
Herrenhaus Bennungen

Das Herrenhaus Bennungen ist ein denkmalgeschütztes Herrenhaus in Bennungen in der Gemeinde Südharz in Sachsen-Anhalt.

## Lage
Es befindet sich im nördlichen Teil des Dorfes, an der Adresse Halle-Kasseler-Straße 215. Zuvor wurde auch die Adressierung Hallesche Straße 215 genutzt.

## Architektur und Geschichte
Das das Ortsbild prägende Herrenhaus wurde in der Zeit um 1820/1830 im Stil des Klassizismus errichtet. Die Fassade ist schlicht und durch ein Gesimsband und Kranzgesims klar gegliedert. Es besteht ein Dreiecksgiebel mit Lünettenfenster und Portikus. Zumindest noch Ende der 1990er Jahre diente das Gebäude als Sitz der Gemeindeverwaltung. Derzeit (Stand 2017) besteht im Haus eine Begegnungsstätte der Volkssolidarität.
Im örtlichen Denkmalverzeichnis ist das Herrenhaus seit dem 24. August 1995 unter der Erfassungsnummer 094 83387 als Baudenkmal verzeichnet. Das Gebäude gilt als kulturell-künstlerisch sowie städtebaulich bedeutsam.